# Sân bay Lannion – Côte de Granit
Sân bay Lannion – Côte de Granit hay Aéroport de Lannion - Côte de Granit (IATA: LAI, ICAO: LFRO) là một sân bay ở Servel, 3 km về phía tây bắc Lannion, cả hai đều là đô thị thuộc Côtes-d'Armor, một tỉnh trong vùng Brittany của Pháp. Sân bay này cũng có tên Sân bay Lannion hay Sân bay Lannion-Servel.

## Hãng hàng không và tuyến bay
| Hãng hàng không | Các điểm đến |
| --------------- | ------------ |
| Airlinair       | Paris-Orly   |